# Delia hoffmannii
Delia hoffmannii este o specie de muște din genul Delia, familia Anthomyiidae, descrisă de Judin în anul 1976. Conform Catalogue of Life specia Delia hoffmannii nu are subspecii cunoscute.